# 北米スカンヂナビアン・アライアンス・ミッション
北米スカンヂナビアン・アライアンス・ミッション（英:“Scandinavian Alliance Mission of North America”、SAM。現在は、TEAM:The Evangelical Allience Mission）は、日本同盟基督教団の前身である日本同盟基督協会の母体となった宣教団体。米国福音自由教会を中心としたフェイス・ミッションの形式をとり、日本、中国、朝鮮、インド、南米、アフリカなどに宣教を行った。
1891年にF・フランソンが、アメリカ合衆国のシカゴでスカンジナビア・アライアンス・ミッションを設立する。ハドソン・テーラーの設立したチャイナ・インランド・ミッションにならい超教派で伝道する団体である。よって設立された超教派の宣教団体である。
1891年(明治24年)11月フランソンのアピールに応答した、スカンジナビア・アライアンス・ミッションの宣教師15名が日本に上陸する。宣教師1名が天然痘で病死するが、宣教開始1年目で35名の受洗者を獲得し、13名の日本人協力者を得た。
1894年(明治27年)フランソンはインド、中国を越えて日本に視察に来た。フランソンは日本組合基督教会の指導者小崎弘道を訪ね、宣教地として飛騨地方と伊豆地方を示された。その後、1895年(明治28年)に2人の婦人宣教師が飛騨伝道に取り掛かり、1899年に最初に会堂を設立した。さらに、伊豆諸島の大島、房総半島に伝道が進められていった。